# 谷時中
谷 時中（たに じちゅう、慶長3年〈1598年〉/ 慶長4年〈1599年〉- 慶安2年12月29日〈1650年1月31日〉）は、江戸時代前期の儒学者。名は素有。通称は大學・三郎右衛門、別号は鈍斎。子に儒学者谷一斎がいる。土佐国甲浦の出身。高知では同じ谷姓の谷秦山（谷干城の祖先）と異なり、あまり知られておらず、そのため顕彰されることは殆どない。

## 経歴

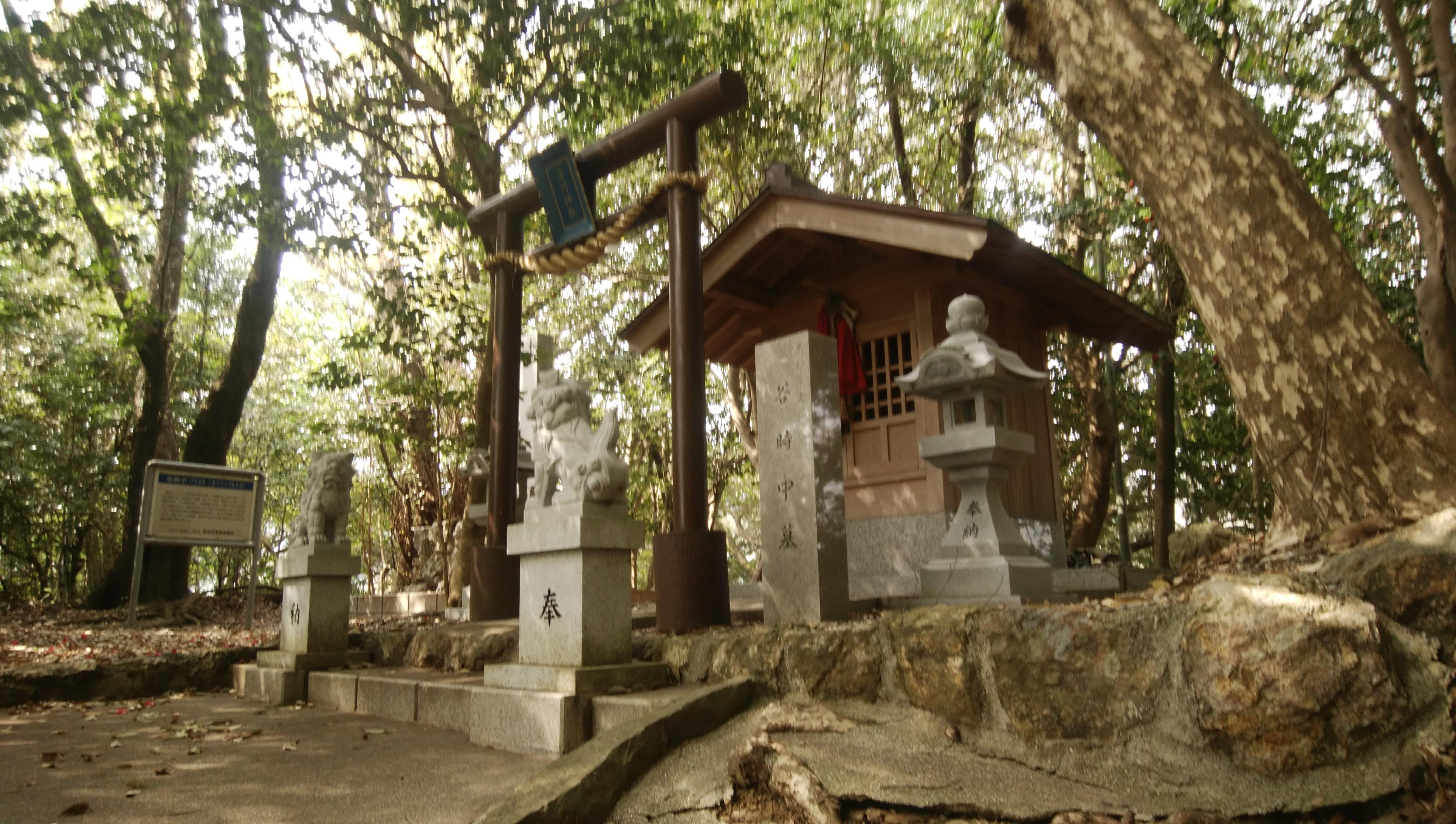
清川神社

若いころに高知真常寺（浄土真宗）に入り慈沖と号したが、仏道のほかに中国の古典も読んだ。南学派朱子学の祖とされ、土佐吉良宣経に仕えた南村梅軒に朱子学を学んで還俗し、時中と号した。高知で儒学を講じたが、藩などには仕えず、生涯在野ですごした。門下に野中兼山、山崎闇斎、小倉三省などがいる。墓所は高知市横浜東町11にある「清川神社」であり、儒葬された墓の上に祠を建てて祀る形式で、高知県指定の史跡となっている。
大正4年（1915年）、従四位を追贈された。

## 逸話
2代土佐藩主山内忠義が　瀬戸巡行の折、日が暮れたので、真常寺境内を通過しようとしたところ、「ここは寺域である。官道を通られたい」と諌めた、という。
高知市横浜で、新田開発し、その新田を子の一斎のために、播磨屋に売却したという。

## 文献
- 山根三芳『谷時中・谷秦山　叢書・日本の思想家』明徳出版社、2015年